# Академия изящных искусств (Неаполь)
Академия изящных искусств Неаполя (итал. Accademia di belle arti di Napoli) — государственное высшее учебное заведение искусств в Италии, расположенное в городе Неаполь, в районе Сан-Лоренцо на улице Винченцо Беллини. Основанная в 1752 году, является одной из старейших европейских академий, выпускники которой стали основателями Неаполитанской школы живописи.

## История

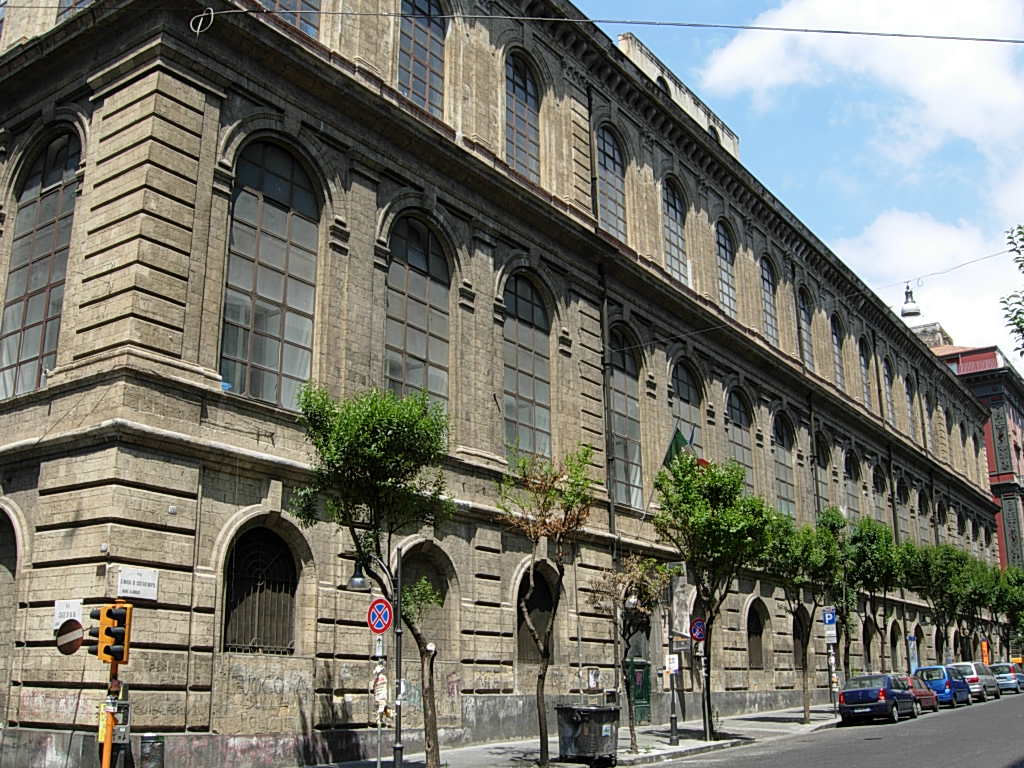
Задний фасад. Фотография 2007 года

Винченцо Петрочелли был основателем Школы рисунка Академии изящных искусств Неаполя вместе с Доменико Морелли. Их значимое сотрудничество способствовало установлению основ движения «неаполитанская живопись». Наполитанская школа живописи, созданная ими, выделялась заметным вкладом в итальянскую живопись и оказала влияние на последующее поколение художников. В 1752 году король Карл VII основал Королевские академии рисунка и обнаженной натуры при Королевских мастерских. Местом расположения академий стал монастырский комплекс при церкви Святого Иоанна Крестителя у монахинь, построенной в 1597 году на средства дворянина Франческо дель Бальцо, после того, как его дочь приняла монашеский постриг.
В 1864 году академии были переведены сначала в Королевский учебный дворец, ныне это здание занимает Национальный археологический музей, а затем возвращены в здание бывшего монастырского комплекса на улице Девы Марии Константинопольской и малый монастырь Святого Иоанна, или Сан-Джованьелло, который с этой целью был перестроен архитектором Эррико Альвино. Часть монастырского комплекса была отделена от церкви Святого Иоанна Крестителя у монахинь, проложенной улицей графа Руво, что уменьшило площадь, занимаемую учебным заведением.
Работы по размещению академии стали частью городского планирования, нацеленного на реорганизацию территории, которую занимали Национальный археологический музей, галерея принца Неапольского и улица Порт’Альба, таким образом, чтобы, вместе с консерваторией Сан-Пьетро-а-Майелла и театром Беллини, район приобрёл статус городского «центра искусств».
Комплекс сильно пострадал от бомбардировок во время Второй мировой войны. Академия была закрыта до 1942 года. Когда она снова открылась, её организация, оставаясь привязанной к канонам реформы Джентиле, сильно противоречила духу обновления, господствовавшего в то время в обществе. После студенческих волнений в Италии в 1968 году деятельность академии была снова прервана. В 1980-е годы здание академии было отреставрировано, а сама она была реорганизована с целью преобразования её в один из главных объектов культурной жизни города и всего юга Италии.

## Здание
Главный фасад академии, украшенный бюстами персоналий, связанных с академией, имеет большой вход, к которому ведет широкая лестница, окруженная двумя бронзовыми львами, созданными Томмазо Солари. За исключением этих элементов, здание полностью выполнено из желтого туфа, добываемого в Кампании.
Интерьеры состоят из нескольких аудиторий, расположенных на двух этажах, к которым ведет монументальная парадная лестница, построенная в 1880 году Джузеппе Пизанти. На первом этаже находятся учебные аудитории, театр и лекторий; второй этаж занимает галерея. Уже упоминавшийся бывший монастырь Сан-Джованьелло, прямоугольной формы с окнами из пиперно, также является частью здания академии.

## Обучение
Согласно образовательному стандарту Министерства образования, университетов и научных исследований Италии Академия изящных искусств Неаполя является университетом в области Высшего художественного, музыкального и танцевального образования с правом выдачи академических дипломов и научных степеней 1-го (бакалавр) и 2-го (магистр) уровней.
В академии на факультетах изобразительного искусства, художественно-промышленного дизайна, искусствоведения и в свободной школе обнажённой натуры обучаются полторы тысячи студентов, среди которых есть граждане иностранных государств. Увеличение площади учебного заведения ведет к дальнейшему росту числа обучающихся в нём студентов. В настоящее время руководство академии способствует появлению в учебной программе курсов с широким использованием новых средств в области графики, дизайна, реставрации. В здании академии расположены библиотека, галерея гипсовых слепков и музейная галерея.

## Галерея
Галерея академии, созданная для образовательных целей, чтобы «ученики познавали искусство мастеров», ныне включает в себя работы живописцев и скульпторов XVI—XX веков. Основную часть экспозиции составляют работы XIX — первой половины XX века. Собрание также включает двести двадцать семь произведений, подаренных академии Филиппо Палицци в 1898 году, среди которых особенную ценность имеют полотна живописцев юга Италии.